# Бесков
Шаблон:Правильна назва статті → Беесков
Беесков (нім. Beeskow) — місто в Німеччині, розташоване в землі Бранденбург. Адміністративний центр району Одер-Шпрее.
Площа — 77,15 км2. Населення становить 8070 ос. (станом на 31 грудня 2020).

## Демографія
- Динаміка населення з 1875 року в сучасних кордонах (Синя лінія: населення; Пунктир: відносна порівняльна динаміка населення землі Бранденбург; Сірий фон: період Третього рейху; Помаранчевий фон: період НДР)
- Динаміка населення (синя лінія) і прогнози

| Рік  | Населення |
| ---- | --------- |
| 1875 | 6 668     |
| 1890 | 6 585     |
| 1910 | 6 408     |
| 1925 | 6 744     |
| 1939 | 7 128     |
| 1950 | 9 191     |
| 1964 | 8 667     |

| Рік  | Населення |
| ---- | --------- |
| 1971 | 8 774     |
| 1981 | 9 617     |
| 1985 | 9 749     |
| 1990 | 9 712     |
| 1995 | 9 403     |
| 2000 | 8 946     |
| 2005 | 8 432     |

| Рік  | Населення |
| ---- | --------- |
| 2010 | 8 120     |
| 2015 | 8 122     |
| 2016 | 8 099     |
| 2017 | 8 080     |
| 2018 | 8 042     |
| 2019 | 8 040     |
| 2020 | 8 070     |

Джерела даних вказані на Wikimedia Commons.

## Галерея

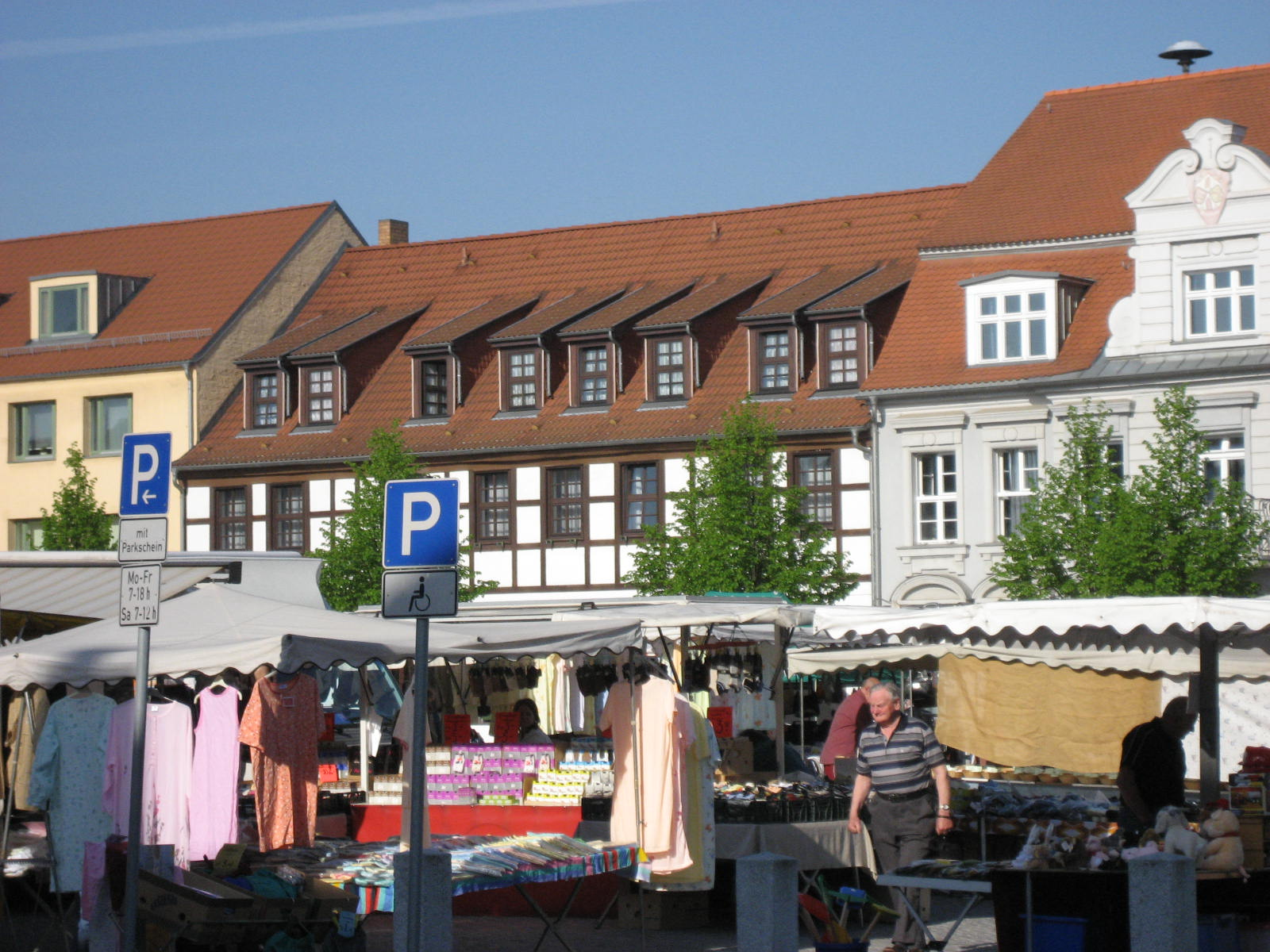
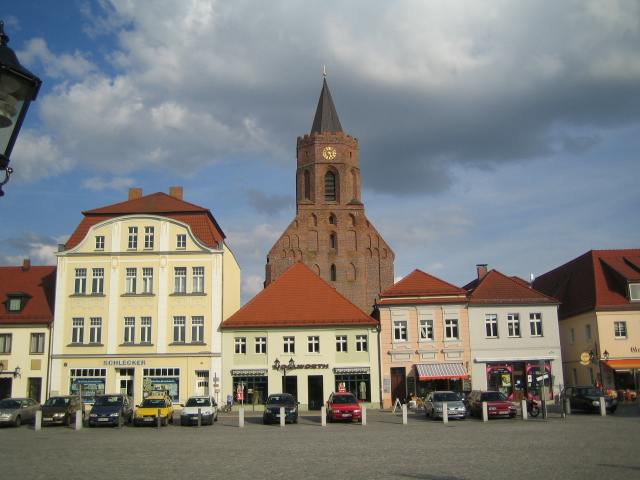
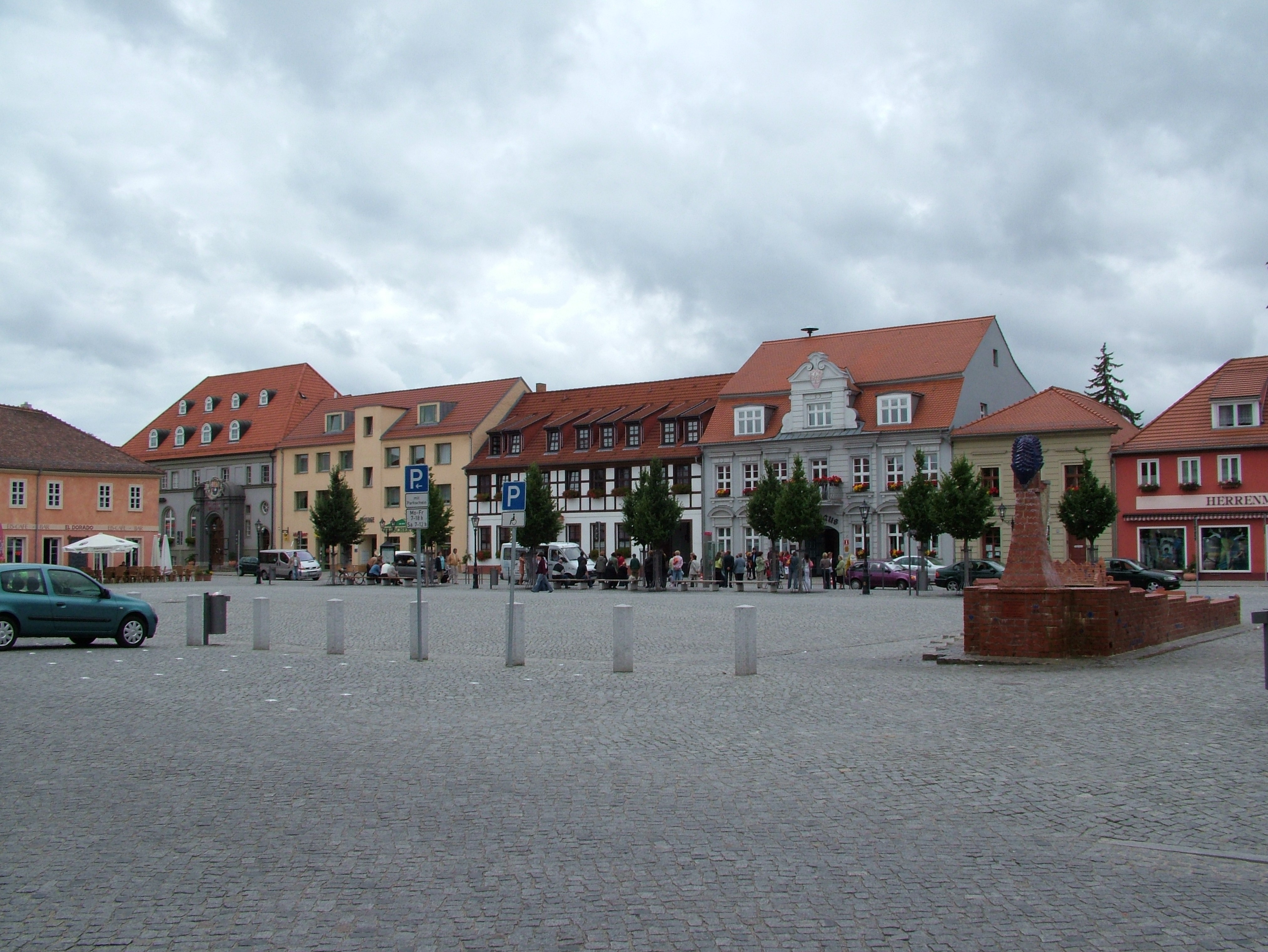
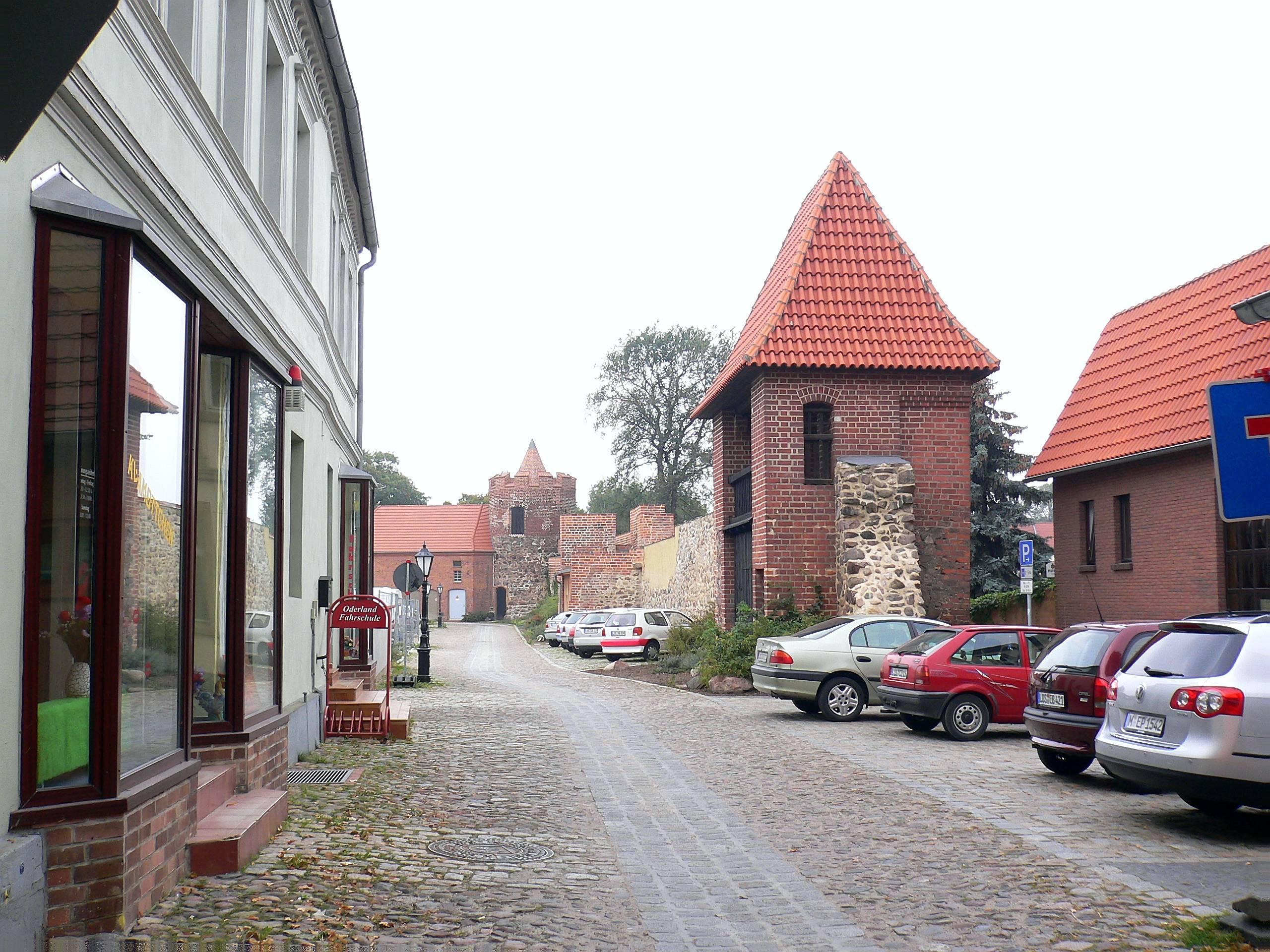
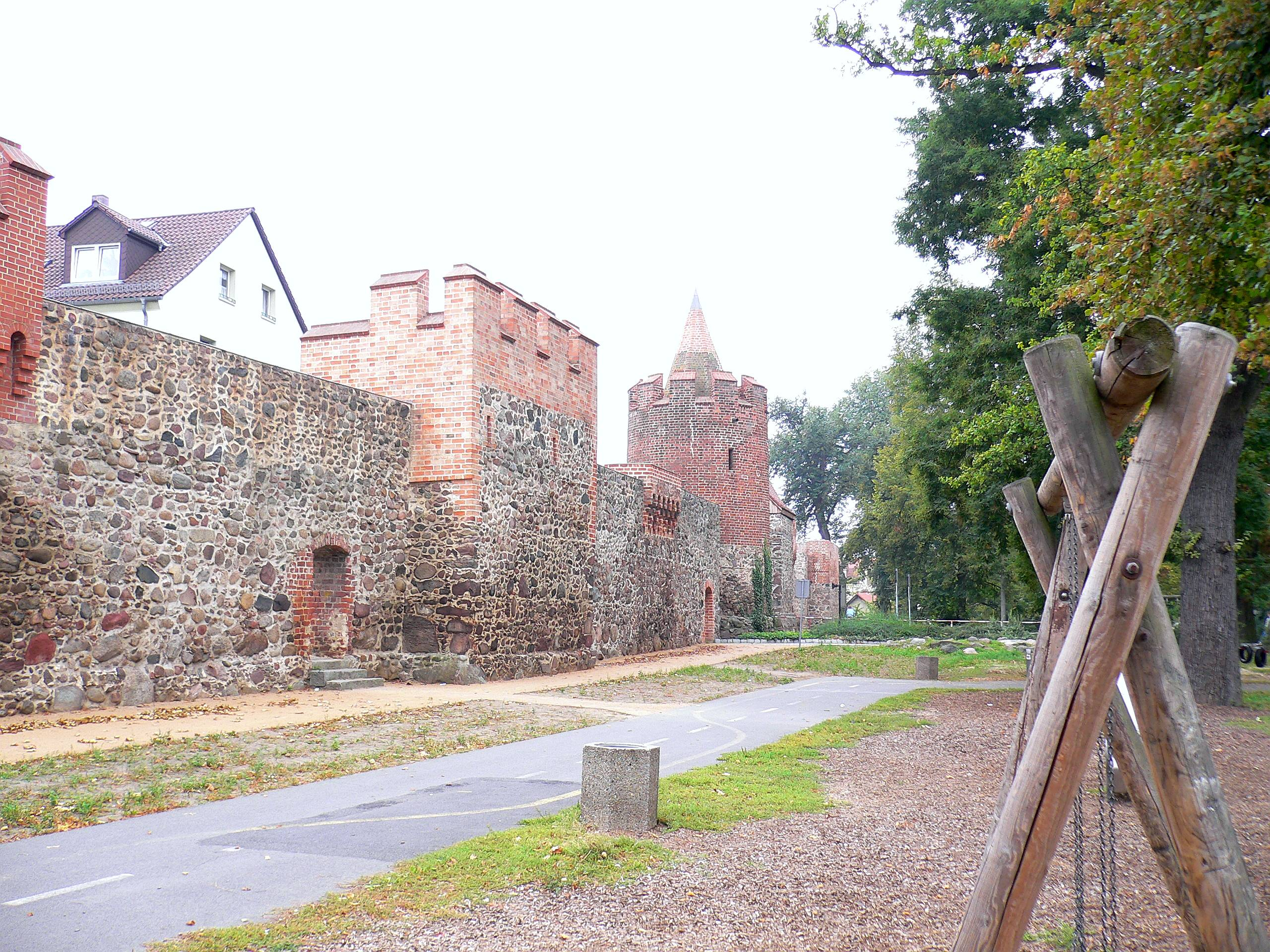
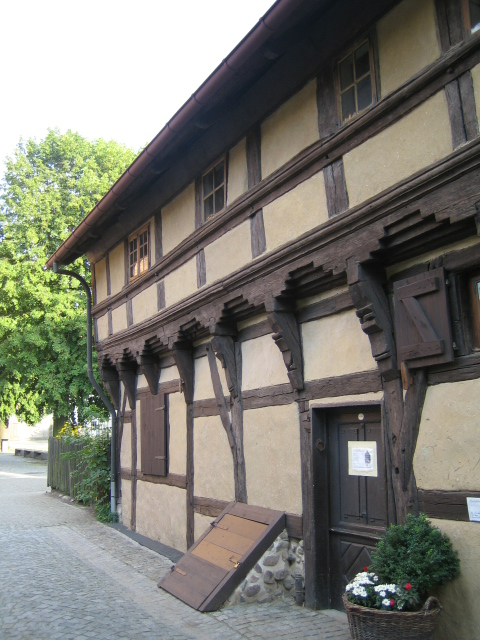